# Tesseract (software)
Tesseract é um software de reconhecimento ótico de caracteres de código aberto (Licença Apache 2.0), originalmente desenvolvido pela Hewlett-Packard e foi por um tempo mantido pelo Google; atualmente o projeto está hospedado no GitHub.
Se aplica a imagens em formato tiff com texto puro em uma única coluna, convertendo a saída em um arquivo txt. Não possui mecanismos para reconhecimento de layout, desta forma não é recomendável para textos que possuam imagens, fórmulas ou mais de uma coluna.